# Biblioteca del Archivo Municipal de Sevilla

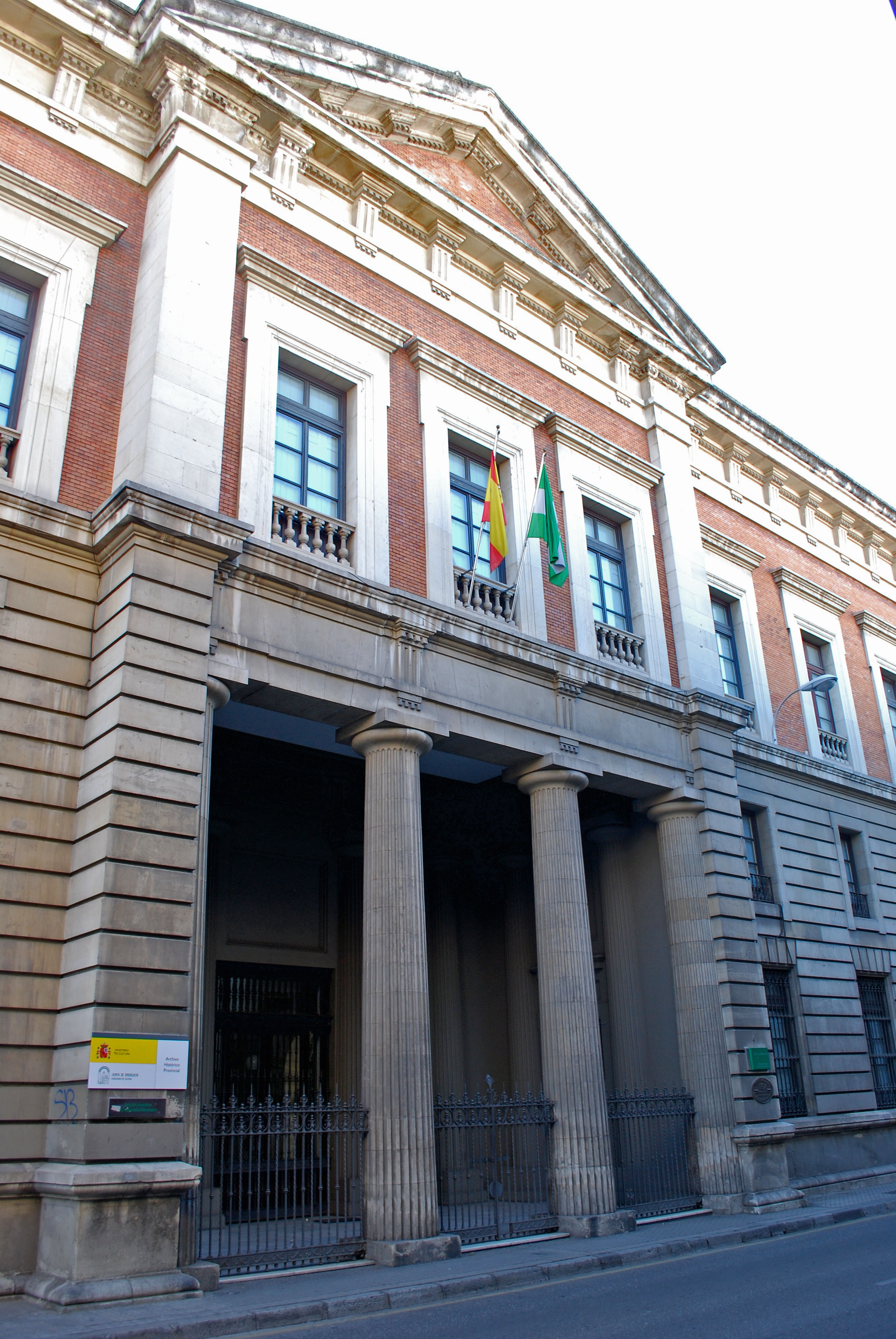
Vista de la fachada principal del edificio que comparten la Biblioteca del archivo municipal y La Hemeroteca municipal.

## Historia
Desde sus comienzos, esta biblioteca ha estado estrechamente vinculada al Archivo Municipal de Sevilla como fondo bibliográfico auxiliar. Su fundación se remonta al año 1859, cuando un acuerdo del cabildo municipal de 20 de noviembre aprobó su creación “para ser completo el arreglo iniciado en el Archivo”. Los capitulares se propusieron entonces reunir la más completa colección de noticias sobre la historia de la ciudad, propósito que se ha mantenido hasta la fecha, constituyendo su principal razón de ser. Con el paso de los años, la biblioteca vería incrementados sus fondos fruto de numerosas adquisiciones y como consecuencia también de importantes donaciones, entre las que pueden citarse la realizada el mismo año de su creación por al capitular Ascarza, regalando el manuscrito de Luis Peraza Justicia de Sevilla, o las llevadas a cabo posteriormente por el Ministerio de Fomento y los particulares Hazañas y la Rúa, Rodríguez Marín, Gómez Imaz, Lasso de la Vega, el médico Felipe Hauser y Kobler, etc.

## El edificio
Su primer emplazamiento estuvo en el edificio de las Casas Capitulares de la Plaza de San Francisco, donde permanecería hasta su traslado en 1987 a las antiguas instalaciones de los Juzgados y de la Casa de Socorro Municipal. Se trata de una construcción neoclásica de propiedad municipal proyectada en 1893 por José Gallego Díaz y rehabilitado por los arquitectos Cruz y Ortiz en 1985. Dicho edificio alberga, además del Archivo Municipal y su Biblioteca, los restantes dependencias incluidas en el Servicio: la Hemeroteca y la Fototeca municipales, el Departamento de Publicaciones y un taller de encuadernación y restauración. Orgánicamente, la Biblioteca del Archivo Municipal se halla integrada en el Servicio de Archivo, Hemeroteca y Publicaciones, incluido en el Instituto de la Cultura y las Artes (ICAS) del Ayuntamiento de Sevilla.

## Fondos
La Biblioteca ha ido reuniendo una completa colección de las obras impresas sobre Sevilla desde distintas perspectivas temáticas. Entre ellas podemos destacar un ejemplar de la primera edición de las Ordenanzas de Sevilla (1527)''  impresas por Juan de Varela, o la obra de Alonso Morgado Historia de Sevilla (1587), primer libro impreso sobre la historia de la ciudad. También destaca su fondo antiguo, compuesto por libros y folletos de diversos temas (religión, derecho, literatura, historia, ciencia y técnica) editados durante los siglos XVI al XIX. Algunas de las obras más significativas de esta colección son Commentaria in duodecim prophetas (1583) de Benito Arias Montano impresa por Cristóbal Plantino, y De los nombres de Cristo (1595) de Fray Luis de León. Hoy en día, la colección -compuesta por diversos tipos de materiales-, sobrepasa los 28.000 volúmenes, y es una de las mejor dotadas de Sevilla en cuanto a publicaciones de temática local se refiere.